# 成敬
成敬（？—1455年），字思慕，陝西人，明朝政治人物。

## 生平
永乐十六年（1418年）戊戌科进士，选庶吉士，改任山西晋王府奉祠。当时晋王朱濟熿派人和汉王朱高煦勾结谋反，宣德二年，明宣宗废朱济熿为庶人，其属下均判处死。但成敬刚上任，对谋反事情不知，遂上疏诉冤，改判腐刑。之后担任典簿，為郕王朱祁钰讲读。
土木堡之变后，郕王登極，即景泰帝，推恩藩邸故臣，升成敬為內官監太監，并十分信任，但他不揽权，不乞求恩泽。景泰四年回乡去世。

## 家族
- 成鼐（父）
- 王氏（母）
- 李氏（原配）
- 孙氏（续弦）
- 成凯（子）景泰二年进士
- 成氏（女）-锦衣卫指挥使同知白进
- 成钥（孙）